# Rutger I Kettler

Wapen Kettler / von Ketteler

Rutger I Kettler ook bekend als Rutger I (Kettler) zu Hüsten heer van Hüsten en burgman op de Burg Hachen (ca. 1245 - voor 1322). Rutger was een zoon van Conrad II von Hüsten die op zijn beurt de zoon was van Conrad I Kettler.
Hij trouwde Kunigunda vrouwe van van Mellrich. Zij kreeg in 1322, als weduwe van Rutger van Mellrich, toestemming van Walram van Arnsberg proost van de Stift Meschede om bij het hof Waltringhausen een klooster te bouwen. 
Uit zijn huwelijk zijn de volgende kinderen geboren:
- Conrad III Kettler van Hüsten (Hüsten, 1285 - Bruchhausen bij Arnsberg, 1364)

## Trivia
Willem-Alexander van Oranje Nassau is een afstammeling van het paar.

Stamwapen van Mellrich
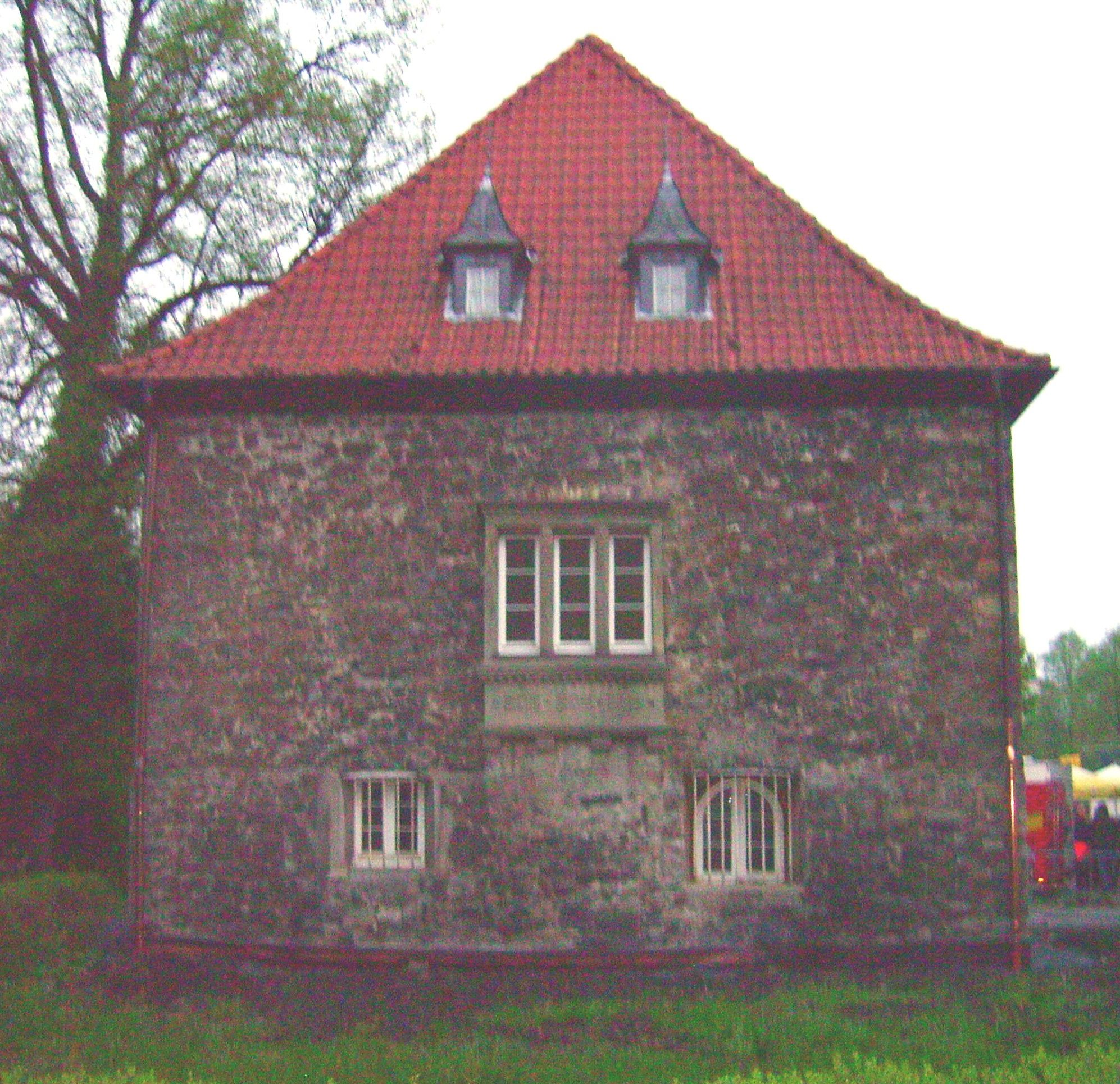
Haus Hüsten